# 打雀英雄傳 (2006年電影)
《打雀英雄传》是2006年的香港电影，由钟盛远导演，陈小春、李彩桦、元华、彭敬慈主演。

## 劇情
阿来从美国回来就遇见表哥飞龙跟3人玩麻将一直输，就帮他把钱赢回来。飞龙发现他运气很好，一直糊天胡，但糊的牌都是屁糊。 飞龙打算跟阿来参加麻雀王大赛。在一轮的淘汰赛后，诞生出了四强:阿来，连续3届的雀王华三元的徒弟---佩儿，华三元师弟，葛和青的徒弟--- 灭罗，和飞龙。葛和青以前大意输给华三元，所以一直想报仇。于是，他与灭罗向华三元与佩儿挑战，以身家做赌注。可是，灭罗出卖师傅，赢了葛和青和华三元两名麻将高手。华三元输了家产，变得穷困潦倒。葛和青也因此变疯。华三元收留了葛和青。他恢复神志后与师兄和好。他们决定一起收阿来为徒，教他麻将技术赢灭罗。可谁也没想到佩儿竟然是灭罗派去华三元身边的卧底！她知道阿来有个玉佩使他带来好运，便把玉佩骗来给灭罗。阿来因此失去运气，之後更發現阿來原來連麻雀最基本如何食糊根本一竅不通。三个月后，阿来，飞龙，佩儿和灭罗进行最后的决斗。谁会是最后的赢家呢？

## 演员表
- 陈小春 饰 阿来
- 李彩桦 饰 佩儿
- 元　华 饰 华三元(神手)
- 钱嘉乐 饰 飞龙
- 葛民辉 饰 葛和青(天眼)
- 彭敬慈 饰 灭罗
- 阮民安 饰 Tommy仔
- 李健仁 饰 小龙
- 关宝慧 饰 大磡maggie q
- 鲁　芬 饰 南山村林志玲
- 梁慧恩 饰 主持人
- 林子善 饰 小霸王
- 陈志辉 饰 盲辉
- 曹查理 饰 查理哥
- 九纹龙 饰 九哥
- 布伟杰 饰 雀友
- 黃宇詩 饰 聯誼會PR
- 僅口述     饰 雀神(華三元及葛和青師父,創作麻雀秘笈)
- 白只   饰 麻雀王大賽司儀

## 电影歌曲
- 歌曲〈麻雀耍乐〉（主唱：陳小春，原唱：许冠杰）
- 插曲〈斷腸說〉（主唱：李彩桦）
- 插曲〈我到底是你的誰〉（主唱：李彩桦）